# 甘多尔福堡
甘多尔福堡（義大利語：Castel Gandolfo，義大利語發音：[kaˈstɛl ɡanˈdɔlfo]），又譯為岡道爾夫堡，是意大利拉齐奥大区罗马首都广域市的一个市镇，位于罗马东南方30公里处，人口約7,000人。甘多尔福堡高踞在阿尔巴诺山上，俯视阿尔巴诺湖，风景优美，是教宗的夏日别墅所在地，至今已有400多年历史。

## 名字来源
这个意大利地名来自于拉丁语的，城堡的名字可能是来自日内瓦的家族。另一个说法是教宗庇護二世在他的自传《笔记》（Commentaries）（1462年）中说，来自萨宾的甘杜尔菲（Gandulphi Sabinorum）这个人，即萨韦利家族的冈道尔夫（Gandolfo Savelli）的拉丁形式。

## 历史
阿尔巴诺对意大利人有特殊意义。公元前7世纪，阿尔巴诺山是拉丁同盟的首都阿尔巴朗格的所在地。而阿尔巴诺湖则是一个古老的火山口。考古学家曾在阿尔巴诺湖底发掘出公元前16世纪的古文明遗物。有人认阿尔巴诺是罗马文明的发源地。
1世纪时，阿尔巴诺曾是罗马帝国图密善皇帝的夏宫所在地，原占地14平方公里。

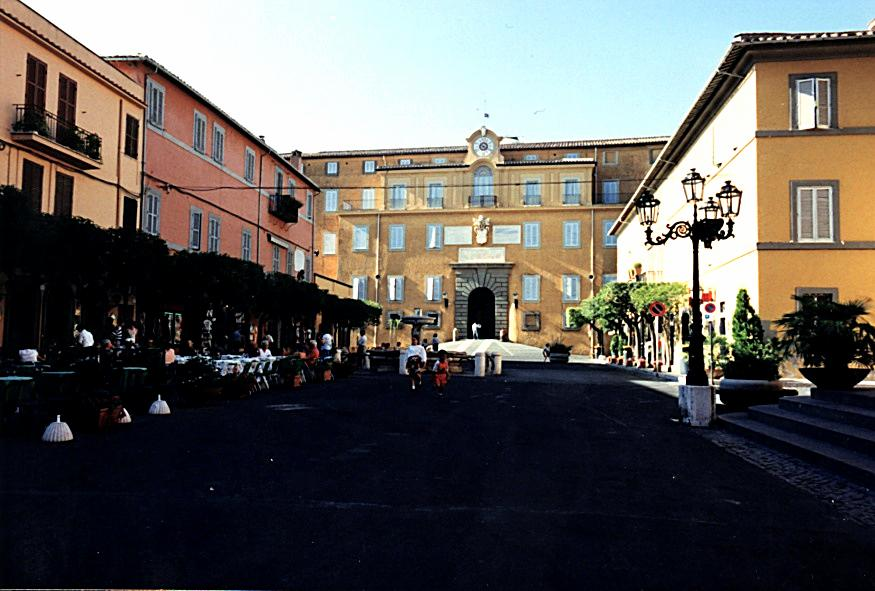
岡道爾夫堡宗座宮殿，為教宗的夏日别墅

甘多尔福堡的名称来自本地一座12世纪时的甘多尔福公爵堡垒。甘多尔福堡垒后归罗马望族萨维里所有。1596年，教廷国的使徒内阁以十五万斯库度教廷币的代价，从萨维里家族手中将甘多尔福堡垒购买下来。教宗克莱孟八世最先入住甘多尔福堡。1624年教宗乌尔巴诺八世委派瑞士建筑师，巴洛克风格之父卡罗·马德诺（Carlo Maderno）重建甘多尔福古堡。此后，教宗亚历山大七世委任杰出的巴洛克雕塑家和建筑设计家济安·贝尼尼设计甘多尔福古堡广场的圣托马斯教堂。教宗庇护十一世加建毗邻的巴伯里尼别墅。

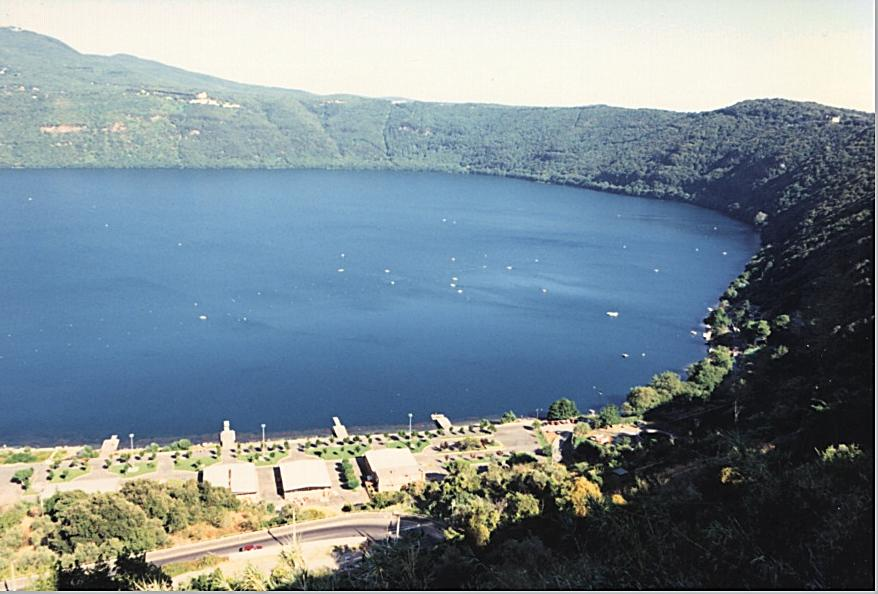
意大利阿尔巴诺湖

从1870年至1929年，教宗别墅曾空置近60年。1929年教宗庇护十一世和贝尼托·墨索里尼签订了《1929年条约》，条约中规定教宗的甘多尔福堡别墅和毗邻的巴伯里尼别墅享有治外法权。此后庇护十一世重新到甘多尔福堡别墅避暑。教宗庇护十二世和教宗保罗六世都先后在甘多尔福堡别墅逝世。

## 若望·保禄二世

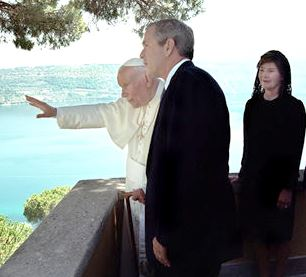
教宗若望·保禄二世陪同布什总统偕第一夫人劳拉参观甘多尔福堡

若望·保禄二世于1978年10月16日被选为教宗，过后几天教宗若望·保禄二世就前往视察甘多尔福堡别墅。保禄二世在甘多尔福堡别墅住过的日子很多，他曾在此会见美国总统乔治·布什，会见巴勒斯坦法塔赫的领导人亚西尔·阿拉法特，但他更多的时间在别墅接见社会上的名流，包括哲学家，深入探讨当代各种他关心的问题。教宗每个夏季都要在甘多尔福堡别墅接见多至15位哲学家、科学家。

## 本篤十六世
本篤十六世继承四百多年歷代教宗的传统，继续以甘多尔福堡为夏日别墅。

## 交通
从罗马市往东南方向取SS7公路往阿尔巴诺湖方向行驶约30公里，甘多尔福堡在阿尔巴诺湖西的阿尔巴诺山岗上。四围是郁郁葱葱的橄榄树林和葡萄园。

## 建筑
教宗别墅是一巴洛克式座红砖大厦，四面封闭如口字形，内院广场有石像。教宗别墅正面正中楼顶有一面意大利古式六分度时钟，钟面沿圆周顺时针方向等距离排列 I、II至VI等6个罗马数字。这种古意大利6分度时钟，在意大利也很少见。教宗别墅灰色的拱形大门两侧有教廷的瑞士卫兵把守。教宗别墅门前的广场，称为自由广场，广场中央有一个意大利式喷水池。广场一边是多间意大利餐厅，一长列餐桌，常游客满座。别墅一侧有约一米高石栏杆，可供眺望阿尔巴诺湖。一条碎砖路可通山下。

## 梵蒂冈天文台
梵蒂冈天文台的总部设在甘多尔福堡，按《1929年条约》享有治外法权。兩台1930年代从梵蒂冈搬到甘多尔福堡的天文望远镜，沿用到1980年代。1985年教宗若望·保禄二世曾考虑将这两台天文望远镜赠送中国合肥大学，后因各种原因未果。